# Diplodactylus squarrosus
Diplodactylus squarrosus är en ödleart som beskrevs av  Arnold Girard Kluge 1962. Diplodactylus squarrosus ingår i släktet Diplodactylus och familjen geckoödlor. Inga underarter finns listade i Catalogue of Life.